# 大渡口街道
大渡口街道，是中华人民共和国四川省攀枝花市东区下辖的一个乡镇级行政单位。2019年12月，撤销南山街道，将原南山街道和银江镇华山村四组所属行政区域划归大渡口街道管辖。

## 行政区划
大渡口街道下辖以下地区：
观景台社区和春江路社区、江边街社区、大渡口社区、华山社区、东方红社区、金福社区和光明社区。